# Tito García
Tito García (eigentlich Pablo García González, * 17. August 1931 in Salamanca; † 6. Mai 2003 in Madrid) war ein spanischer Schauspieler.

## Leben
García begann seine Karriere als Torero in Gijón; nach sechs Jahren gab er diese Profession auf und zog nach Madrid, wo er in Pelusa als Schauspieler debütierte. Bis zu seinem Tod spielte er fast 140 Rollen für Film und Fernsehen; dabei war er meist als Charakterdarsteller in schurkischen oder komödiantischen Parts, oftmals als mexikanische Charaktere, besetzt, wofür er durch seine Größe und herben Gesichtszüge prädestiniert war. Er war einer der meistbeschäftigten Darsteller während der Blütezeit der Italowestern, von denen er etwa 40 drehte. In den 1970er Jahren und dem folgenden Jahrzehnt war er vor allem durch seine Beteiligung an Fernsehserien wie Cuéntame, Periodistas, Médico de familia, Turno de oficio und Los ladrones van a la oficina bekannt.
Manchmal wurde García als Paul Stewart oder Bob Garcy geführt.

## Filmografie (Auswahl)
- 1961: Pelusa
- 1963: Drei gegen Sacramento (Gringo)
- 1964: I gemelli del Texas
- 1964: Die letzten Zwei vom Rio Bravo (Le pistole non discutono)
- 1964: Der Rächer von Golden Hill (Cuatro balazos)
- 1964: La tumba del pistolero
- 1965: Durchs wilde Kurdistan
- 1965: Finger on the Trigger
- 1964: Per un pugno nell’occhio
- 1965: Sancho – dich küßt der Tod (Sette magnifiche pistole)
- 1966: Die unglaublichen Abenteuer des hochwohllöblichen Ritters Branca Leone (L'armata Brancaleone)
- 1966: La grande notte di Ringo
- 1966: Ohne Dollar keinen Sarg (El precio de un hombre)
- 1967: Gott vergibt – Django nie! (Dio perdona… io no!)
- 1967: Eine Kugel für Mac Gregor (7 donne per i Mac Gregor)
- 1968: Drei ausgekochte Halunken (I tre che sconvolsero il West (Vado, vedo e sparo))
- 1968: Die gefürchteten Zwei (Il mercenario)
- 1968: Der letzte Zug nach Durango (Un treno per Durango)
- 1969: Garringo – der Henker (Garringo)
- 1970: Arriva Garringo (Reza por tu alma… y muere)
- 1970: Laßt uns töten, Companeros (Vamos a matar, compañeros)
- 1971: Blindman, der Vollstrecker (Blindman)
- 1971: Das Licht am Ende der Welt (La luz del fin del mundo)
- 1971: Matalo (…y seguian robandose el millon de dolares)
- 1972: La cabina
- 1972: Ninguno de los tres se llamaba Trinidad
- 1972: Whisky, Plattfüße und harte Fäuste (Los fabulosos de Trinidad)
- 1973: Verflucht dies Amerika
- 1974: Dick Turpin
- 1975: Ah sì? E io lo dico a Zzzzorro!
- 1975: Stetson – Drei Halunken erster Klasse (Il Bianco il Giallo il Nero)
- 1979: Supersonic Man
- 1984: Al Este del Oeste
- 2002: 800 Bullets (800 balas)